# 双岗镇
双岗镇，是中华人民共和国吉林省白城市通榆县下辖的一个乡镇级行政单位。

## 行政区划
双岗镇下辖以下地区：
东中社区、铁西社区、林海村、太平村、双岗村、绿海村和长青村。